# Zespół Goodpasture’a
Zespół Goodpasture’a, choroba Goodpasture’a (łac. syndroma Goodpasture, ang. Goodpasture's syndrome) – zespół chorobowy należący do układowych zapaleń naczyń, spowodowany przeciwciałami przeciw błonie podstawnej naczyń włosowatych znajdujących się w kłębuszkach nerkowych i pęcherzykach płucnych, w którego przebiegu dochodzi do gwałtownie postępującego kłębuszkowego zapalenia nerek i rozlanego krwawienia pęcherzykowego.

## Historia
Pierwszy przypadek został opisany przez Ernesta Goodpasture’a w 1919 roku. Związek z przeciwciałami przeciwko błonie podstawnej wykryto w roku 1965.

## Zachorowalność
Na chorobę w ciągu roku zapada 1-2 osoby na milion. Schorzenie dotyczy głównie młodych białych mężczyzn przed 40 rokiem życia, choć pojawia się również w okresie starości. Kobiety, które zakończyły 50 rok życia, chorują zwykle na postać choroby obejmującą tylko nerki. Zespół Goodpasture’a uznawany jest za przyczynę 10% zachorowań na gwałtownie postępujące zapalenie kłębuszków nerkowych i za główną przyczynę krwawienia do pęcherzyków płucnych poza przypadkami związanymi z nadciśnieniem płucnym.

## Etiopatogeneza
Zespół Goodpasture’a jest chorobą autoimmunologiczną. Przyczyną choroby są immunoglobuliny klasy IgG czy rzadziej innych klas, które skierowane są zwykle przeciwko C-końcowej domenie NC1 łańcucha α3 włókien kolagenu typu IV budującego błonę podstawną kapilar w pęcherzykach płucnych i kłębuszkach nerkowych. Przeciwciała te łącząc się z antygenem, poprzez działanie kompleksu atakującego błonę powstałego podczas aktywacji układu dopełniacza, prowadzą do niszczenia błony podstawnej. Proces ten niekiedy nasilają przeciwciała ANCA. Przyczyna tego procesu nie została wyjaśniona, pewne znaczenie w patogenezie ma główny układ zgodności tkankowej (predyspozycja u osób z antygenem DRB1*1501, według innych źródeł HLA Drw2 i HLA B7).

## Objawy
Przebieg choroby najczęściej jest gwałtowny, zwykle dochodzi do ostrej niewydolności oddechowej i ostrej niewydolności nerek. Obserwowane są następujące objawy:
- objawy grypopodobne
- spadek masy ciała
- objawy ze strony przewodu pokarmowego (nudności, wymioty, biegunka)
- objawy krwawienia do pęcherzyków płucnych (kaszel, duszność, krwioplucie, zmiany osłuchowe nad płucami w postaci trzeszczeń)[7]
- objawy gwałtownie postępującego zapalenia kłębuszków nerkowych (zespół nefrytyczny z typowymi cechami czyli białkomoczem, krwinkomoczem, skąpomoczem i nadciśnieniem tętniczym oraz niewydolność nerek)[8][9]
- bardzo rzadko objawy ze strony ośrodkowego układu nerwowego[10]

## Wyniki badań dodatkowych
- wzrost OB i CRP
- niedokrwistość niedobarwliwa
- leukocytoza
- eozynofilia
- wzrost stężenia kreatyniny, mocznika we krwi
- hiperkaliemia
- hipoksemia i hipokapnia w gazometrii[2]
- krwinkomocz
- białkomocz
- obecność w surowicy krwi przeciwciał przeciw błonie podstawnej oraz przeciwciał przeciw cytoplazmie neutrofilów (typu p-ANCA)
- w badaniu popłuczyn oskrzelowo-płucnych stwierdza się hemosyderynę w co najmniej 20% makrofagów[2]
- w badaniu tomokomputerowym, w tym w badaniu HRCT zmiany typowe dla krwawienia do pęcherzyków płucnych
- w badaniu histopatologicznym nerek cechy gwałtownie postępującego kłębuszkowego zapalenia nerek a w badaniu tkanki płucnej cechy krwawienia do pęcherzyków płucnych (choroby nie można rozpoznać, jeśli zmianom w płucach nie towarzyszą zmiany w nerkach)

## Leczenie
- hemodializa
- leczenie typowe dla ostrej niewydolności oddechowej
- kortykosterydy
- cyklofosfamid
- plazmafereza

## Rokowanie
U chorych leczonych przeżycie ostrego okresu zespołu Goodpasture’a wynosi 60-90%. Główne powikłania choroby to przewlekła niewydolność nerek (w 30-50% wymagająca leczenia nerkozastępczego), przewlekła niewydolność oddechowa i zwłóknienie płuc.